# Sargus flavilatus
Sargus flavilatus är en tvåvingeart som beskrevs av James 1973. Sargus flavilatus ingår i släktet Sargus och familjen vapenflugor. Inga underarter finns listade i Catalogue of Life.